# Níger en los Juegos Olímpicos de Los Ángeles 1984
Níger estuvo representado en los Juegos Olímpicos de Los Ángeles 1984 por cuatro deportistas masculinos que compitieron en dos deportes.
El portador de la bandera en la ceremonia de apertura fue el boxeador Boubagar Soumana. El equipo olímpico nigerino no obtuvo ninguna medalla en estos Juegos.